# Ukta (gromada)
Ukta – dawna gromada, czyli najmniejsza jednostka podziału terytorialnego Polskiej Rzeczypospolitej Ludowej w latach 1954–1972.
Gromady, z gromadzkimi radami narodowymi (GRN) jako organami władzy najniższego stopnia na wsi, funkcjonowały od reformy reorganizującej administrację wiejską przeprowadzonej jesienią 1954 do momentu ich zniesienia z dniem 1 stycznia 1973, tym samym wypierając organizację gminną w latach 1954–1972.
Gromadę Ukta z siedzibą GRN w Ukcie utworzono – jako jedną z 8759 gromad na obszarze Polski – w powiecie mrągowskim w woj. olsztyńskim na mocy uchwały nr 18 WRN w Olsztynie z dnia 4 października 1954. W skład jednostki weszły obszary dotychczasowych gromad Bobrówko, Gałkowo, Krutyń, Krutyński Piecek, Rosocha, Ukta i Wojnowo oraz miejscowości Gąsior i Iznota z dotychczasowej gromady Iznota ze zniesionej gminy Ukta w tymże powiecie. Dla gromady ustalono 17 członków gromadzkiej rady narodowej.
1 stycznia 1958 do gromady Ukta włączono obszar zniesionej gromady Śwignajno Wielkie w tymże powiecie.
1 stycznia 1960 do gromady Ukta włączono wieś Zgon ze zniesionej gromady Stare Kiełbonki w tymże powiecie.
Gromada przetrwała do końca 1972 roku, czyli do kolejnej reformy gminnej.